# Rafael Sabino
Rafael Sabino dos Santos (San Paolo, 17 giugno 1996) è un calciatore brasiliano, centrocampista del Qyzyljar.

## Caratteristiche tecniche
È un centrocampista centrale.

## Carriera
Dopo aver militato nelle serie inferiori del calcio brasiliano, nel 2018 è stato acquistato dal L'viv.
Ha debuttato in Prem"jer-liha il 22 luglio 2018 disputando l'incontro vinto 2-0 contro l'Arsenal Kiev.